# Malé Karpaty
Malé Karpaty (německy Kleine Karpaten) jsou horský krajinný celek Fatransko-tatranské oblasti na západním Slovensku s přesahem do Rakouska. Patří k Alpsko-himálajské soustavě, do podsoustavy Karpaty, provincie Západní Karpaty a subprovincie Vnitřní Západní Karpaty.
Jde o nepříliš vysoké osamocené středohorské pásmo, dlouhé asi 100 kilometrů. Táhnou se od Nového Mesta nad Váhom na jihozápad až k Bratislavě, kde vytvářejí veškerou její výškovou členitost, a pokračují přes Dunaj (Devínská brána) do Rakouska (Hainburské vrchy), kde končí Karnuntskou bránou, která odděluje celé Karpaty od Alp.
Pohoří má výrazně protáhlý tvar, ve svém nejširším místě – mezi Lozornem a Svatým Jurem – dosahuje pouze 16 kilometrů. Výškové rozpětí pohoří je od 132 m n. m. na Dunaji po 767 m n. m. na nejvyšším vrcholu Záruby. Nejvýznamnějšími průsmyky jsou Lamačská brána (160 m n. m.) v Bratislavě a Jablonické sedlo (325 m n. m.), kudy vede spojení Senica – Trnava.

## Poloha
Malé Karpaty jsou nejzápadnější pohoří karpatského oblouku, vybíhající jako dlouhý úzký klín do Karpatské kotliny. Táhnou se víceméně přímo ve směru jihozápad–severovýchod a ostře od sebe oddělují Vídeňskou pánev (resp. její část Záhorskou nížinu, na západě) a Malou Dunajskou nížinu (resp. Podunajskou nížinu, na jihovýchodě). Na severu přecházejí v Myjavskou pahorkatinu a na severovýchodním konci na ně směrově navazuje Považské podolie (údolí Váhu). Na opačném, jihozápadním konci (v Rakousku) na ně po přerušení Karnuntskou bránou geologicky navazují Litavské vrchy, nejvýchodnější výběžek celé alpské podsoustavy.

## Geomorfologie Malých Karpat

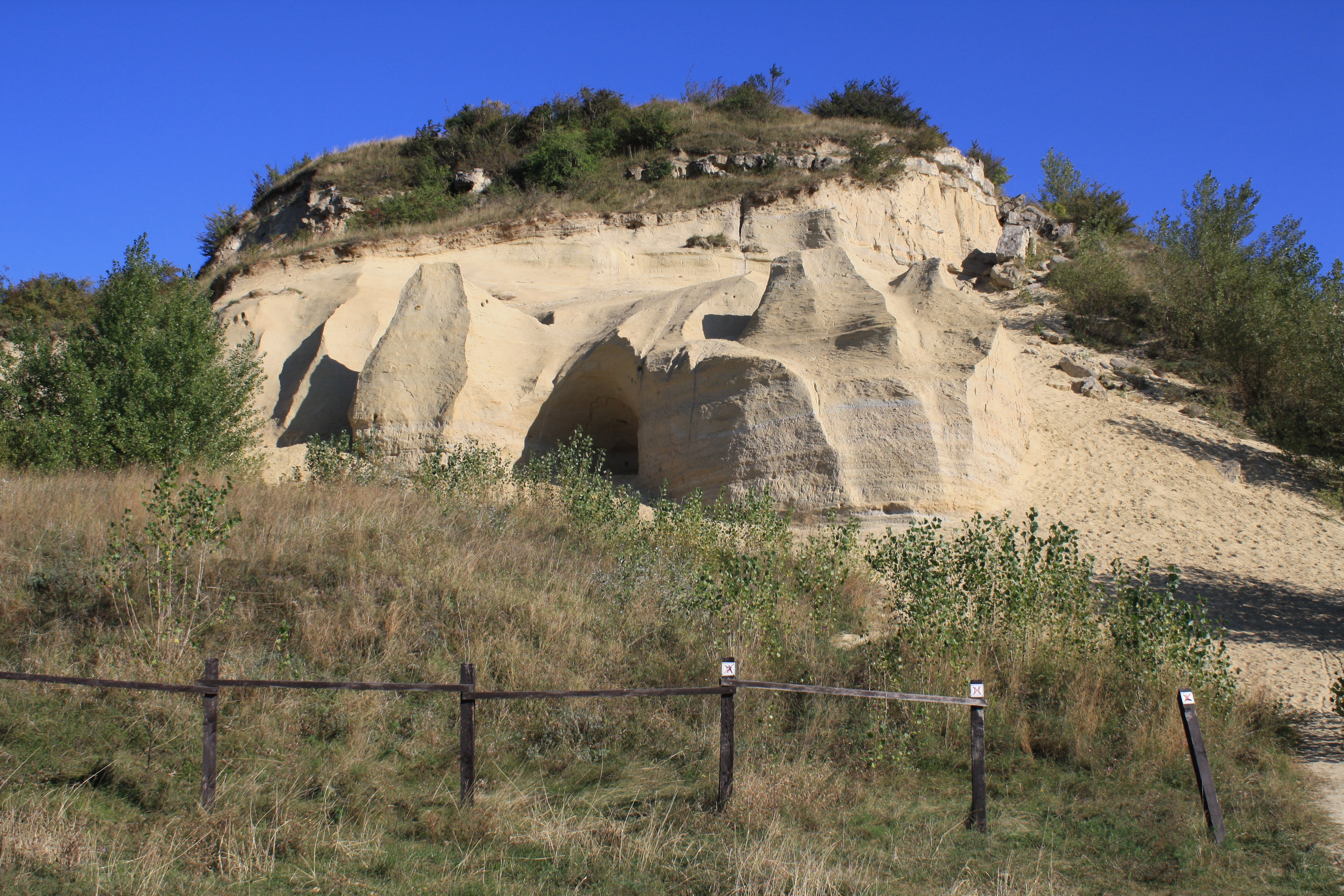
Sandberg nad Devínskou Novou Vsí je významná paleontologická lokalita

Malé Karpaty patří do skupiny tzv. nízkých vysočin (skupina horstev s výškovým rozpětím 300–800 m n. m.). I přes relativně nízkou nadmořskou výšku však vzhledem k tomu, že se zvedají ze širé roviny, působí mohutným dojmem a jsou zdaleka viditelné. To platí zejména pro styk pohoří s Podunajskou a Záhorskou nížinou, kde od úpatí vystupují o 450–550 výškových metrů.

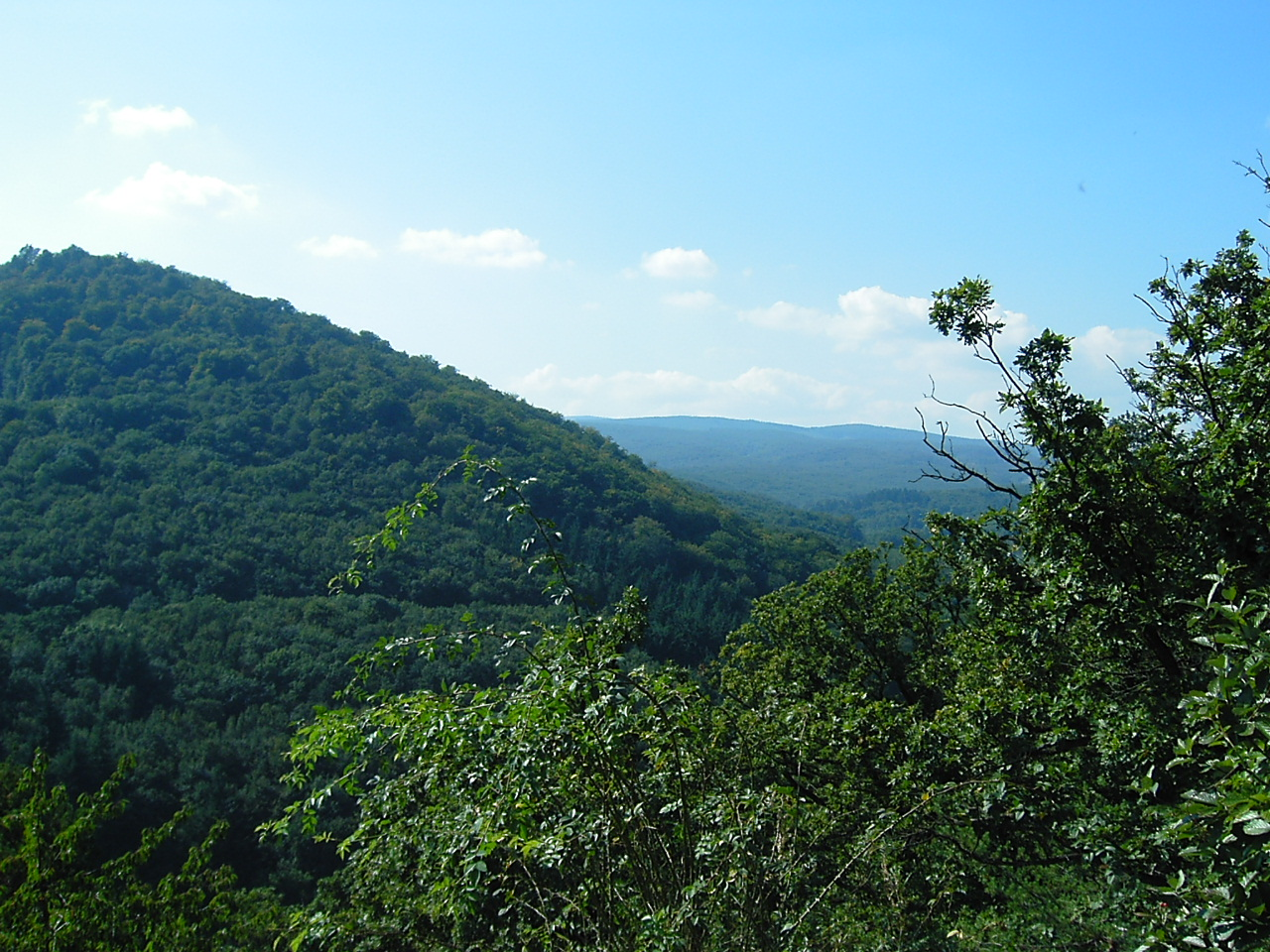
Malé Karpaty v okolí hradu Červený Kameň

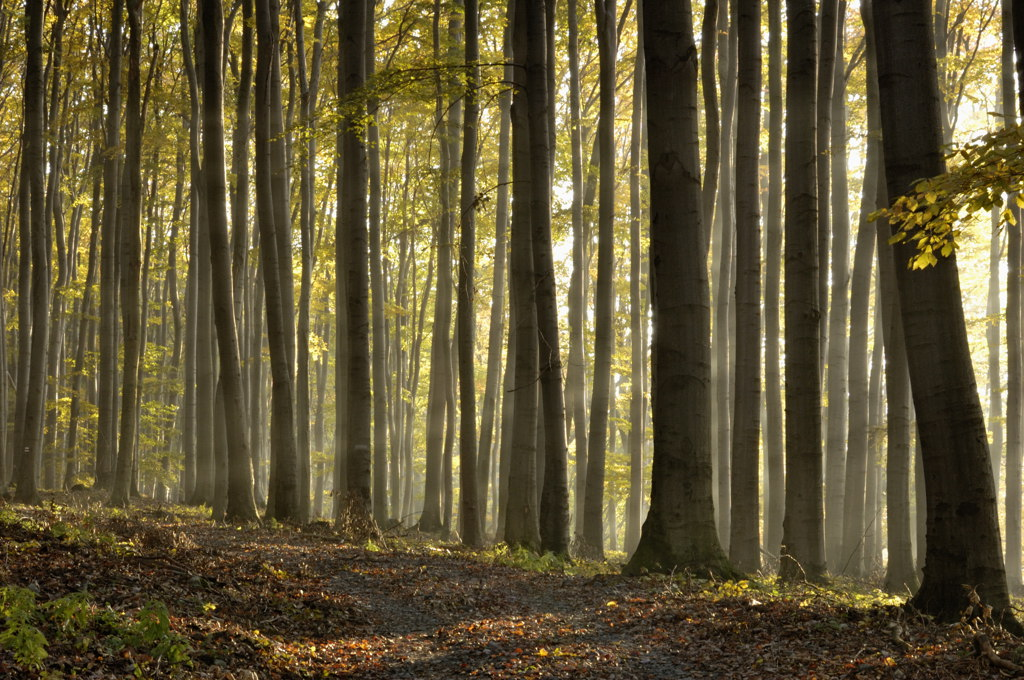
Bučiny představují typické lesní společenstva Malých Karpat

Morfologické hranice Malých Karpat se Záhorskou a Podunajskou nížinou jsou ostré, na přechodu k Bílým Karpatům je hranice méně výrazná.
Slovenská část Malých Karpat se geomorfologicky dělí na čtyři základní podcelky – od severovýchodu Čachtické Karpaty (nejvyšší vrch Salášky 588 m n. m.), Brezovské Karpaty (Klenová 585 m), Pezinské Karpaty (Záruby 767 m) a Devínské Karpaty (Devínská Kobyla 514 m). Rakouskou část pohoří pak tvoří Hainburské vrchy (Hainburger Berge, nejvyšší bod Hundsheimer Berg 480 m). Nejvyšších poloh pohoří dosahují výhradně Pezinské Karpaty, kde se kromě nejvyššího vrcholu Zárub nachází dalších 10 vrchů vyšších než 700 m (Vysoká 754, Vápenná 752, Čertův kopec 752 atd.) a dalších 19 vrchů vyšších než 600 m (viz seznam vrcholů v Malých Karpatech).
Kromě Brezovských Karpat se slovenské podcelky ještě dále člení na menší oblasti:
| Malé Karpaty | Devínske Karpaty  | Devínská Kobyla       |
| Malé Karpaty | Devínske Karpaty  | Bratislavské předhůří |
| Malé Karpaty | Devínske Karpaty  | Lamačská brána        |
| Malé Karpaty | Devínske Karpaty  | Devínska brána        |
| Malé Karpaty | Pezinské Karpaty  | Homoľské Karpaty      |
| Malé Karpaty | Pezinské Karpaty  | Kuchyňská hornatina   |
| Malé Karpaty | Pezinské Karpaty  | Stupavské podhůří     |
| Malé Karpaty | Pezinské Karpaty  | Bílé hory             |
| Malé Karpaty | Pezinské Karpaty  | Smolenická vrchovina  |
| Malé Karpaty | Pezinské Karpaty  | Lošonská kotlina      |
| Malé Karpaty | Pezinské Karpaty  | Plavecké podhůří      |
| Malé Karpaty | Pezinské Karpaty  | Bukovská brázda       |
| Malé Karpaty | Brezovské Karpaty | Dobrovodská kotlina   |
| Malé Karpaty | Čachtické Karpaty | Plešivec              |
| Malé Karpaty | Čachtické Karpaty | Nedza                 |

Pohoří lze rozdělit na několik výškových stupňů. Výšce 300 – 450 m n. m. odpovídají svahy pohoří na styku s nížinami a svahy říční erozní sítě. Stupni 450 – 550 metrů odpovídají zarovnané, málo rozčleněné plošiny, které charakteristicky dotvářejí ráz pohoří. Nejhojněji se vyskytují pod hlavním hřebenem, hlavně v oblasti Bílých hor. Výškový stupeň 550 – 767 m n. m. tvoří nejstarší zbytky reliéfu, v podobě výrazně modelovaných, kulisové uspořádaných hřebenů.
Dnešní povrchová tvárnost Malých Karpat je výsledkem dlouhotrvajícího působení geomorfologických procesů a symbiózou působení exogenní a endogenních sil.
Kromě plošin jsou velmi rozšířenou geomorfologickou formou údolí. Jsou orientovány převážně kolmo na směr pohoří; pouze některé jdou rovnoběžně s pohořím. Jejich průměrná hloubka na začátku dosahuje kolem 50 metrů. Lemované jsou mírnějším stráněmi. Směrem k úpatím vrcholů a směrem ke svým koncům se více zahlubují (dosahují hloubky 75 – 100 metrů).

## Geologické poměry

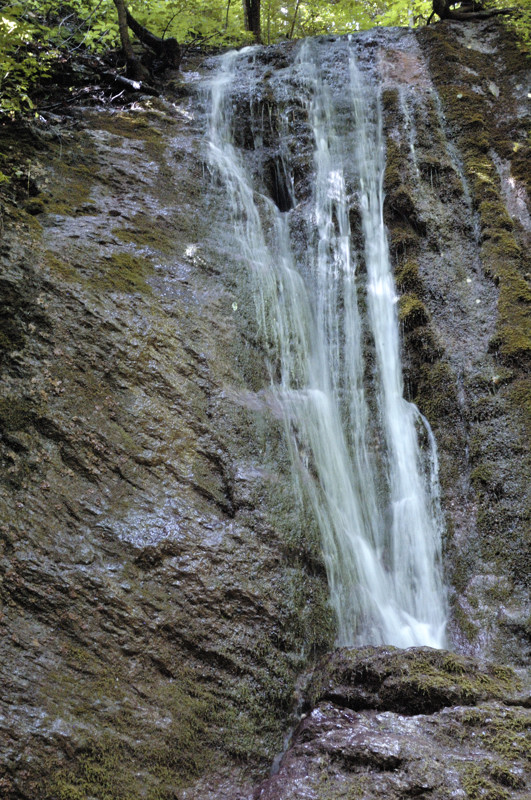
Občasný Hlbočianský vodopád (délka 9 m) je jediným vodopádem v Malých Karpatech

Malé Karpaty představují hrásťovou strukturu, která se nachází v severozápadní části Panonské pánve a odděluje od sebe Vídeňskou a Dunajskou pánev. Jádro hrásti představují komplexy krystalinických hornin předalpínskeho věku a jejich druhohorní obal, překrytý dvěma alpínskými příkrovovými jednotkami.
Mezi Jablonicí a Trstínem se pohoří dělí na dvě části: jižní a jihovýchodní sestává hlavně z krystalického jádra s druhohorním obalem (tatrikum). Krystalinikum Malých Karpat se částečně liší od ostatního tatrika, člení se na spodní Pezinská-Perneckou a vrchní harmónskou sérii. Krystalinikum bylo původně tvořeno prvohorních sedimenty, během Hercynského vrásnění však byly přeměněny v důsledku intruzí žul na více místech na fylity. Žuly tvoří dva masivy: bratislavský a modřanský, které od sebe dělí linie krystalických břidlic mezi Pezinkem a Pernekem (tzv. Pezinská-Pernecká série). Také poměrně četné paleozoické bazické sopečné horniny byly přeměněny na amfibolity. V permu bylo území Malých Karpat souší. V triasu byla jeho část zaplavena mořem, v jeho průběhu se však několikrát vynořily, čímž se liší od ostatních jádrových pohoří Slovenska.
Severozápadní část Malých Karpat je tvořena hlavně příkrovem mezozoika. Jsou to hlavně triasové až křídové vápence a bazalty chočského a krížňanský příkrovu (jeho vysocká jednotka). Příkrovy jsou však porušeny postkřidovými zpětnými přesmyky. Vyskytuje se zde i sedimentární obal tatrika a popříkrovové svrchnokřídové a neogenní sedimenty. Tatrický obal tvoří čtyři jednotky (Devínska kuchyňská kadloubecká a solírovská). Z podloží tatrika zde vystupují i horniny infratatrika, které reprezentuje borinská a orešianska jednotka.
Podél okrajů pohoří na některých místech vystupují i paleogenní a neogenní horniny, které byly zabudovány do jeho stavby při otevírání Vídeňské a Dunajské pánve ve středním miocénu.
Vodní toky vytvořily v pohoří četné doliny, v horních částech se zachovaly široké náhorní plošiny s vystupujícími izolovanými vrchy a krátkými hřebeny.

### Kras Malých Karpat
Jednou ze zvláštností Malých Karpat je jejich kras. Na relativně malé ploše pohoří vyniká bohatstvím krasových jevů. Malokarpatský kras zabírá plochu téměř 180 km2.
Kras v Malých Karpatech je zastoupen podzemním, ale i povrchovým krasovým systémem. Jeho příkladem je několik vyvěraček a vodních toků krasového charakteru (vyvěračka nad Limbachem, potok nad Měděnými hamry, Stupavský potok, vyvěračka Mariáš u Dobré Vody, vyvěračky v Sološníckém údolí). Značný počet povrchových krasových jevů nacházíme v Plaveckém krasu, Kuchynsko-orešanskom krasu a Smolenickém krasu (zde se ve stejnojmenné údolí nachází i jediný vodopád Malých Karpat - Hlbočiansky).
Podzemní kras má zastoupení v podobě několika jeskyní a závrtů. Mnoho krasových jam a jeskyní je v pásu vápenců Vápenná, na planině Báborská a na planině Pohanská. Několik z jeskyní jsou významnými paleontologickými a archeologickými nalezišti, např. Děravá skála nad Plaveckým Mikulášem nebo jeskyně Pohanská na stejnojmenném kopci nad Plaveckým podhradím. Na východním úbočí pohoří jsou krasové jevy v okolí Lošonce a Smolenic (s jedinou veřejnosti přístupnou jeskyní Malých Karpat – Driny).
K nejvýznamnějším, ale veřejnosti nepřístupným jeskyním, patří Děravá skála, Tmavá skála, Čachtická jeskyně a jeskyně podél Borinského potoka.

## Hydrologické poměry
Vodní toky území Malých Karpat patří výlučně do povodí Dunaje a jeho přítoků (Morava, Váh). Severozápadní úbočí odvodňuje Myjava s přítokem Brezovský potok, dále Rudava, Malina, Suchý potok, Stupavský potok (vše přítoky Moravy). Malou část území na jihu odvodňuje potok Vydrica, protékající skrz pohoří na území Bratislavy a ústící přímo do Dunaje. Do Malého Dunaje pak ústí potok Černá voda, který odvodňuje jihovýchodní svahy. Sběrnicí vod z východních svahů Malých Karpat je říčka Dudváh s přítoky Gidra, Parná, Trnávka, Blava, Holeška nebo Jablonka.

## Klimatologické poměry
Klimatický charakter Malých Karpat vyplývá z jejich téměř kolmé polohy na převažující severozápadní proudění vzduchu v této oblasti. Vzhledem k přízemnímu proudění v oblasti Devínské a Lamačské brány patří okolí Bratislavy k největrnějším místům nižších poloh na Slovensku. Malé Karpaty povětrnostně patří do teplé až mírně teplé oblasti s průměrnými lednovými teplotami kolem –3 °C a červencovými 18 – 20 °C; průměrná roční teplota dosahuje 7 – 9 °C. Průměrný úhrn srážek představuje kolem 650 – 900 mm; nejvýraznější je na svazích vrchů, směrem do nížin klesá na 600 – 650 mm.

## Rostlinstvo a živočišstvo

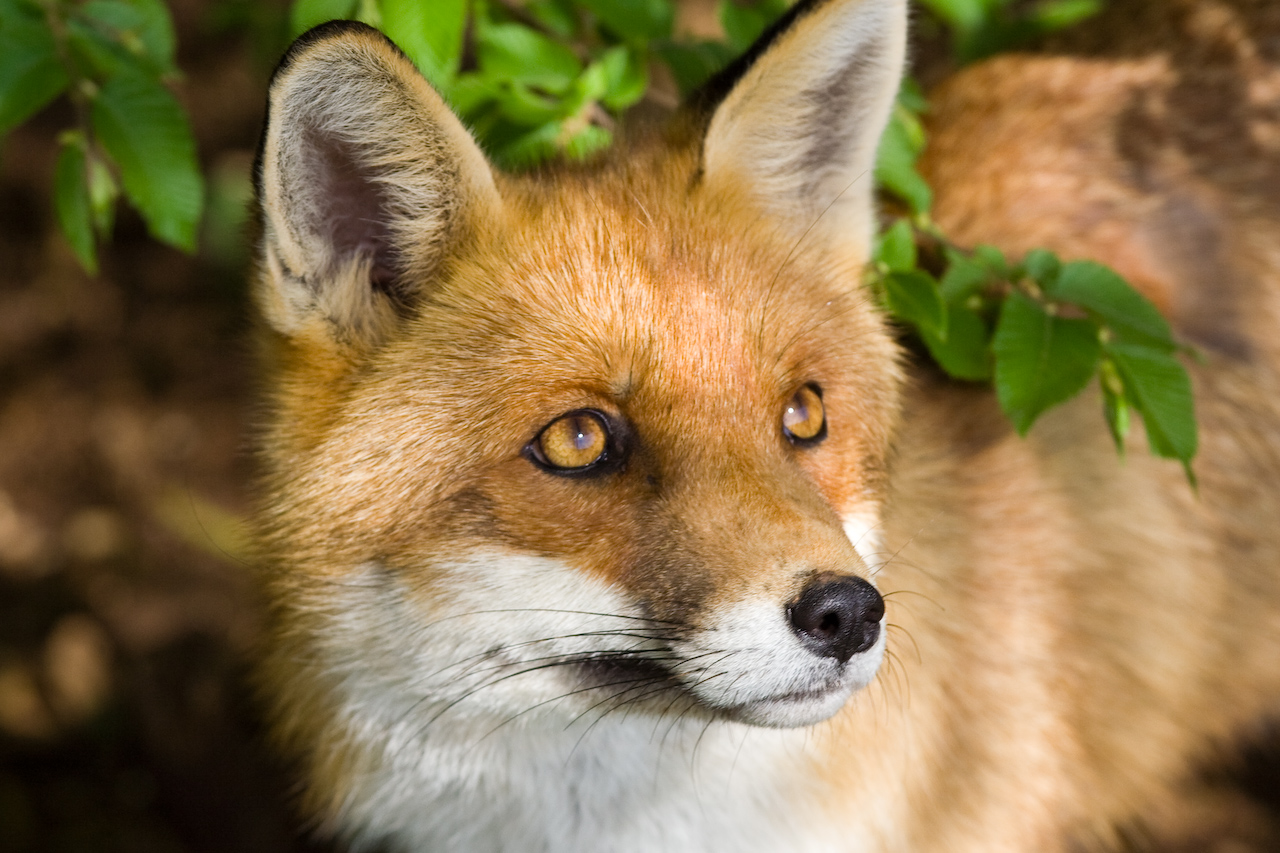
Představitelem dravé zvěře je liška obecná (Vulpes vulpes)

Fytogeograficky Malé Karpaty patří do oblasti předkarpatské (panonské) flóry s převažujícím zastoupením teplomilných rostlin. Slabě zastoupeny jsou nížinné druhy, které zde nemají vhodná stanoviště. Z lesních porostů převažují dubohabrové lesy v nižších polohách; vyšším polohám zcela dominují bučiny, místy přecházející do jasanovo-javorových lesů. Z jehličnatých stromů jsou zastoupeny jedle bělokorá (Abies alba) nad Modrou, tis (Taxus) v okolí Plaveckého Mikuláše a borovice lesní (Pinus sylvestris), sekundární vysazená zejména na západním předhůří.

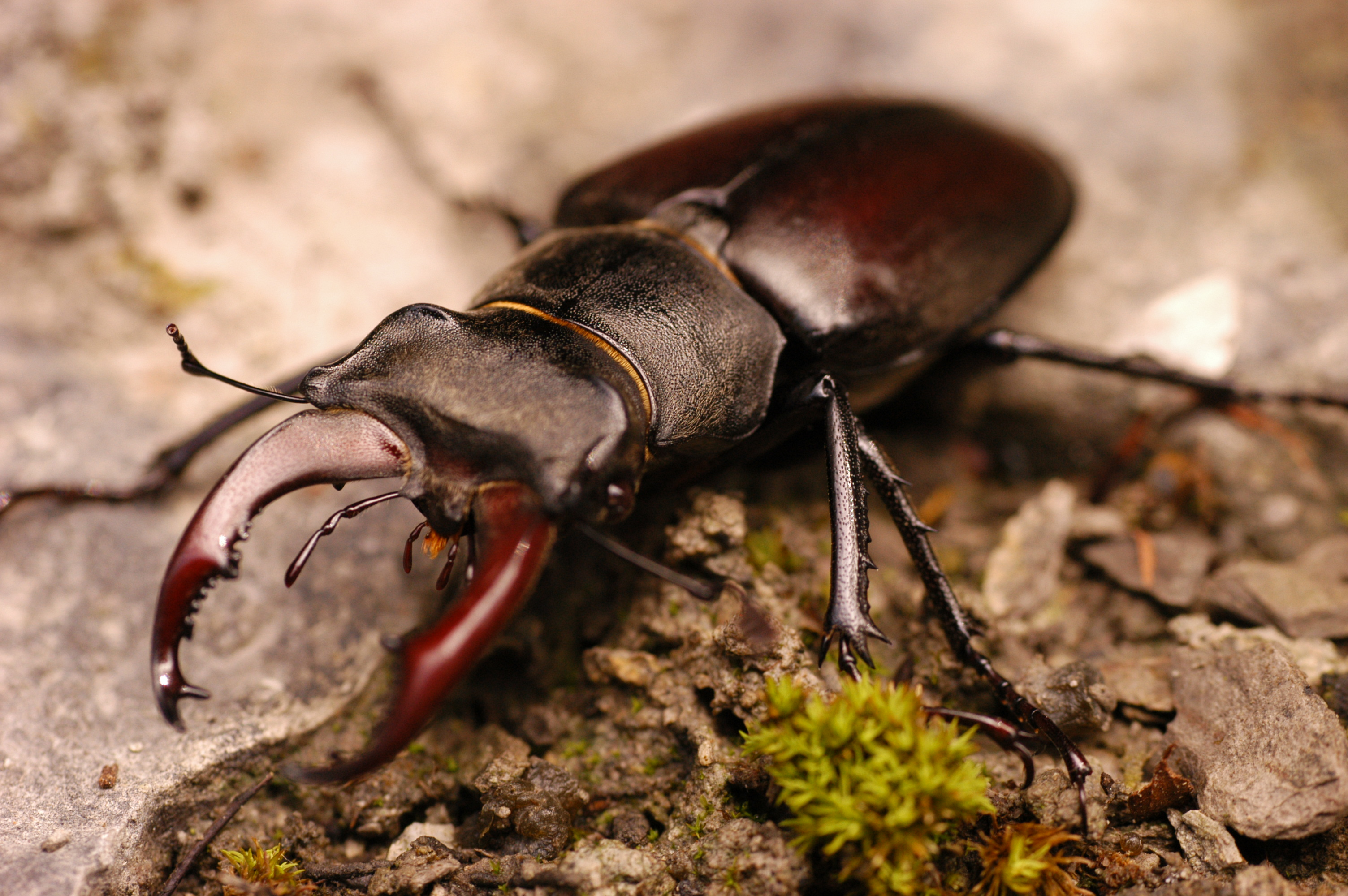
Slovenský největší brouk roháč velký (Lucanus cervus) patří k vzácným druhům hmyzu

Povahu rostlinného pokryvu ovlivňuje pestré geologické složení. Vzhledem k tomu je území Malých Karpat považováno v mnoha ohledech za endemickou lokalitu. Roste zde množství druhů, neznámých z jiných oblastí Slovenska. Z fytogeografického hlediska je zajímavá oblast vrchu Devínská Kobyla u Bratislavy, zejména její jižní svahy. Vyskytují se zde teplomilné druhy, např. koniklec načernalý (Pulsatilla nigricans), koniklec velkokvětý (Pulsatilla grandis), divizna brunátná (Verbascum phoeniceum), len chlupatý (Linum hirsutum), řešetlák skalní (Rhamnus saxatilis), více druhů čeledi vstavačovitých (Orchidaceae) a další druhy. Hojný je výskyt trav.
Jinou významnou lokalitou se svébytnou flórou (i faunou) je kopec Sandberg (260 m n. m.) nad Devínskou Novou Vsí s pískomilnými druhy.
Na vápencových a dolomitických horninách v masívu hřebene Vysoké roste několik horských druhů – huseník alpský (Arabis alpina), vápnička skalní (Kernera saxatilis), večernice sněžná (Hesperis nivea) či zvonečník hlavatý (Phyteuma orbiculare).
Druhové složení fauny odpovídá geografickým podmínkám Malých Karpat. Z jednotlivých podcelků hor zvláštní postavení zajímá Devínská Kobyla (514 m n. m.), vyznačující se velkými přírodními hodnotami. Našlo se zde např. přes šest set druhů motýlů (Lepidoptera), z nichž mnohé teplomilné druhy se na jiných územích Slovenska nevyskytují. Z jiných řadů hmyzu (Insecta) si pozornost zaslouží kobylka sága (Saga peda), kudlanka nábožná (Mantis religiosa) a největší brouk Slovenska roháč obecný (Lucanus cervus). Žije zde i největší pavouk Slovenska slíďák tatarský (Lycosa singoriensis)
Z plazů (Reptilia) se v Malých Karpatech lze běžně setkat např. s ještěrkou zelenou (Lacerta viridis) či nejdelším hadem Slovenska užovkou stromovou (Elaphe longissima). Pestrá je druhová skladba ptáků (Aves), zejména zpěvných. Z dravců zde žije raroh velký (Falco cherrug) a sokol stěhovavý (Falco peregrinus). K vzácnějším druhům patří sova pálená (Tyto alba), skalník zpěvný (Monticone saxatilis) a čáp černý (Ciconia nigra). Ze savců (Mammalia) zde žije několik druhů hlodavců, z šelem např. Liška obecná (Vulpes vulpes), kočka divoká (Felis silvestris), kuna skalní (Martes Foin) i kuna lesní (Martes martes). Významné je zastoupení zvěře – jelen lesní (Cervus elaphus), daněk evropský (Dama dama), muflon (Ovis musimon) a prase divoké (Sus scrofa).

## Osídlení a hospodářské poměry
Malé Karpaty a přiléhající území bylo díky výhodné geografické poloze a příznivým klimatickým podmínkám velmi intenzivně osídlenou lokalitou v rámci současného Slovenska. Jednotlivé lokality často sloužily dalšímu osídlení jiných kultur. Mnohá města a obce vznikly na původních sídlištích raných kultur. Proto se na území Malých Karpat nacházejí významné archeologické stopy z vícero období.

### Vývoj osídlení
Na více místech jihozápadního Slovenska nacházíme pozůstatky osídlení až ze starší doby kamenné. Přímo v pohoří významným dokladem osídlení z tohoto období jsou jeskyně Děravá skála u Plaveckého Mikuláše, mladopaleolitická osada u Sološnice i sídliště u Vrbového. V mladší době kamenné, jejíž počátky spadají na území Slovenska přibližně do 3. tisíciletí př. Kr., již můžeme hovořit o trvalém osídlení malokarpatské oblasti.

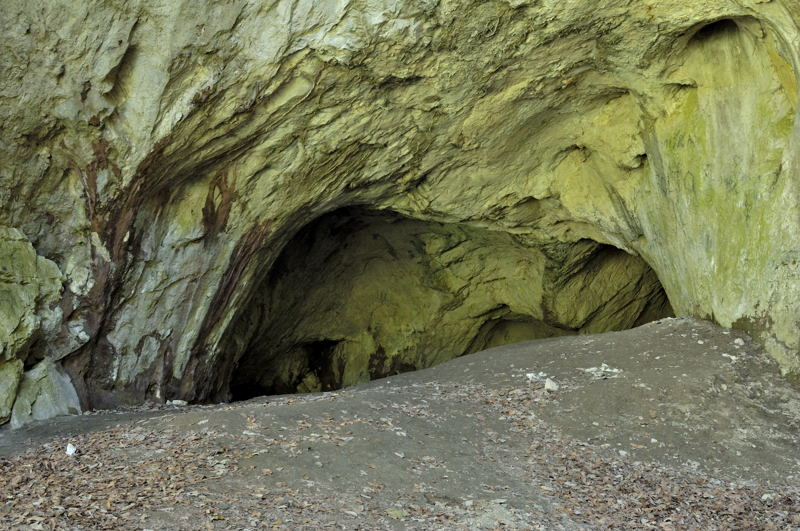
Přístupná jeskyně Děravá skála nad Plaveckým Mikulášem spolu s nedalekou Stinnou skálou jsou důležitými archeologickými nalezišti

 Intenzita osídlení rostla v pozdní době kamenné. Obyvatelstvo postupně opouštělo kořistnický způsob života a ve zvýšené míře se zabývalo zemědělstvím a pastevectvím. Z tohoto období byly objeveny sídliště např. v okolí Nového Města nad Váhom, u Smolenich, ve Stupavě a jinde.
V době železné se jihozápadní Slovensko stalo místem střídání východních a západních kultur. Asi v 6. - 5. století př. n. l. zde přišli kočovní Skythové, které později vytlačili Keltové. Toto entikum brzy téměř souvisle obsadilo celé jižní Slovensko, Malokarpatská oblast nevyjímaje. Keltové budovali dobře opevněná sídliště, která byla odkryta na více místech v této oblastí: Bratislava, Devín. Jedním z nejvýznamnějších keltských osídlení na zdejším území bylo mohutné hradiště Pohanská na stejnojmenném vrchu nad Plaveckým Podhradím. Jinou významnou lokalitou tohoto období je hradiště Neštich u Svatého Jura.
Kelty na přelomu letopočtu vystřídaly bojovní Germáni, které postupně vytlačovalo římské etnikum, zajišťující si severní hranici říše soustavou pohraničních pevností zvanou Limes Romanus. Z malokarpatské oblasti jsou známé římské nálezy z Bratislavy, Děvína, Stupavy, Plaveckého Čtvrtku.
Konec 5. století se spojuje s příchodem prvních slovanských kmenů do Podunají. Ve starším období vytvářely kmenová svazy na obranu proti kočovným Avarům. Archeologické nálezy smíšeného slovansko-avarského charakteru jsou poměrně četné; jedním z nejvýznamnějších je raně slovanské hradiště na vrchu Molpír nad obcí Smolenice.

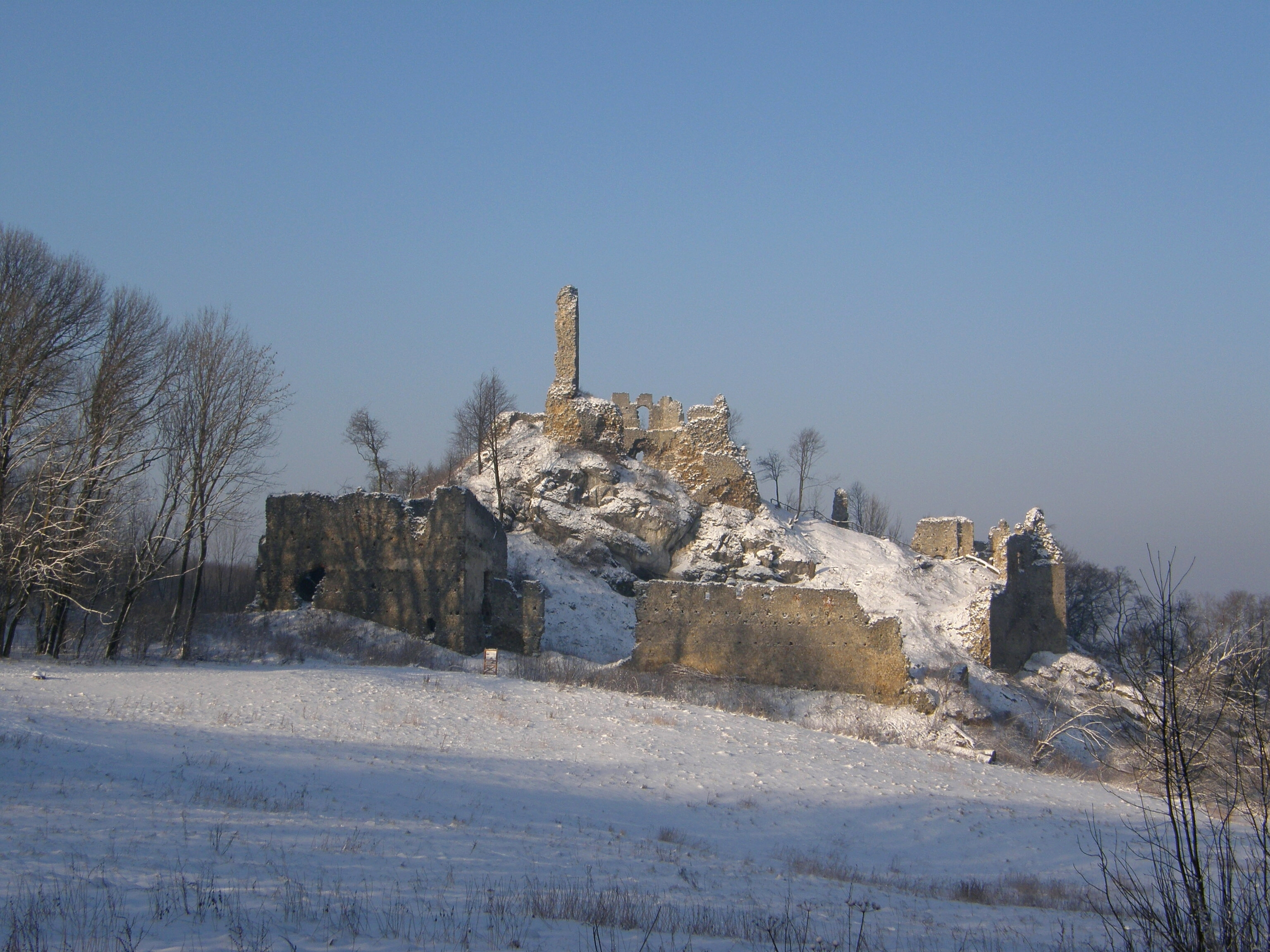
Hrad Korlátka nedaleko obce Cerová

Po vzniku raně uherského státu začátkem 11. století se síť původních velkomoravských hradišť (z nichž už tehdy byla významná dnešní Bratislava) začala přizpůsobovat novým politickým poměrům. Na jejich základech vyrostla v 13. století soustava pohraničních hradů chránících nejen hranice mladého státu ale i tzv. Českou cestu, procházející u Holíče do Uher a Záhořím na Jablonici a Trnavou směrem k Ostřihomi a Budínu. Patřily k nim Devínský hrad, Ostrý Kámen, Branč a Korlátka. Ve vnitřním pohoří kromě toho vznikly hrady Pajštún, Bílý Kámen a Plavecký hrad. Strážní službu na několika z nich vykonávali kmeny Kumáni (Plavci), dle kterých je pojmenován Plavecký hrad.
V 12. a 13. století zasáhla jižní část pohoří vlna germánské kolonizace. Podhorské oblasti Malých Karpat osídlili kromě řemeslníků a kupců především vinaři. Usadili se v Rači, Svatém Juru, Pezinku, Modré nebo v Limbachu.
Z Bratislavy (německy Pressburg, maďarsky Pozsony) se vyvinulo jedno z hlavních center Uherska a po nějakou dobu i uherské korunovační město. Severní část Malých Karpat (Brezovsko) se v 19. století stala jedním z ohnisek slovenského národního obrození, z podhůří (Košariska) pocházel i Milan Rastislav Štefánik. Po roce 1918 připadly Malé Karpaty včetně Bratislavy jako součást Slovenska nově vzniklému Československu (kromě jihovýchodní výspy, kterou získalo Rakousko).

### Současné osídlení
Zdaleka největším a nejvýznamnějším sídlem v prostoru Malých Karpat je Bratislava, zahrnující celé Devínské Karpaty a jižní okraj Pezinských Karpat.
Po jihovýchodním úpatí se dále táhne pás historických měst Svatý Jur, Pezinok a Modra. Střediskem jižních svahů pohoří v jeho střední části je pak Smolenice a v severní části Vrbové. Na úpatí nejsevernějšího výběžku pohoří se nachází Nové Mesto nad Váhom, Čachtice a Bzince pod Javorinou.
Na západní (záhorské) straně jsou největšími sídly rakouský Hainburg a na Slovensku pak Devínská Nová Ves a Záhorská Bystrica (části Bratislavy), Stupava, Lozorno, Rohožník, Jablonica, Brezová pod Bradlom.

### Administrativní začlenění
V uherských dobách byly Malé Karpaty rozděleny mezi župu Nitranskou (severní část), Bratislavskou (střední a jižní) a Mošoňskou (jižně od Dunaje).
Po roce 1918 byly součástí země slovenské, správní reformou roku 1949 připadly celé Bratislavskému kraji a roku 1960 kraji Západoslovenskému. V jeho rámci byly rozděleny mezi okresy Bratislava-mesto, Bratislava-vidiek, Senica, Trnava (mezi těmito dvěma tvořily hranici) a Trenčín.
Podle současného (2009) územního a správního členění Slovenska území Malých Karpat zasahuje do tří krajů a devíti okresů. Nejjižnější část leží ve dvou městských okresech Bratislavy (Bratislava III a Bratislava IV) a dvou dalších okresech Bratislavského kraje – Malacky a Pezinok. Střední část protíná Trnavský kraj a zasahuje do tří okresů (Piešťany, Senica a Trnava). Severní část patří do dvou okresů Trenčínského kraje (Myjava a Nové Mesto nad Váhom). Do pohoří zasahují katastry sedmi měst (Bratislava, Stupava, Svätý Jur, Pezinok, Modra, Brezová pod Bradlom a Nové Město nad Váhom) a čtyřiceti šesti obcí.
Rakouská část pohoří náleží převážně do Dolních Rakous (okres Bruck an der Leitha, město Hainburg a obce Berg, Hundsheim, Prellenkirchen a Wolfsthal), výběžkem sem zasahuje Burgenland (obec Edelsthal).

### Doprava

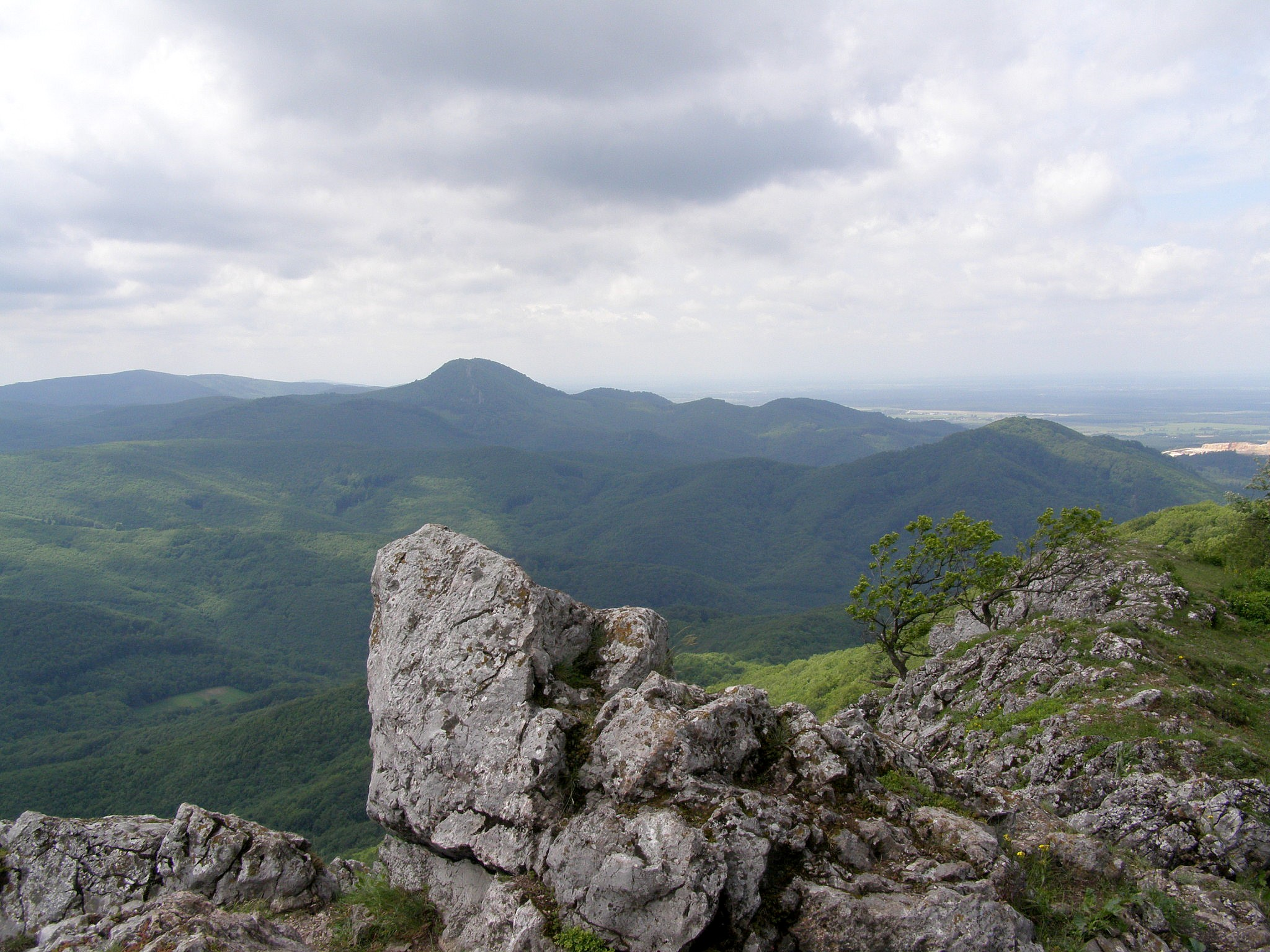
Z Vápenné (752 m n. m.), třetího nejvyššího vrchu Malých Karpat, se otevírají krásné výhledy na východní část pohoří

Malé Karpaty tvoří v kontextu okolní roviny významnou dopravní bariéru, která je překonávána jen v několika přirozených průchodech (sedla, průsmyky). Hlavní a nejfrekventovanější je Lamačská brána (160 m n. m.) v prostoru Bratislavy, kudy prochází dálnice D2 (evropská silnice E65) a páteřní železnice z Bratislavy směr Brno a Vídeň. Nedaleká Devínská brána (průlom Dunaje) má spíše jen lokální dopravní význam (silnice Karlova Ves – Devín, stará státní silnice Bratislava–Hainburg–Vídeň a trať Schwechat–Wolfsthal).
Ve střední části pohoří má největší význam Jablonické sedlo (325 m), kudy vede silnice č. 51 Trnava – Senica a železnice v téže trase (překonávající hlavní hřeben krátkým tunelem). Jižně od něj prochází pohořím ještě silnice Trstín – Plavecký Peter sedlem v obci Buková (320 m).
Mezi Lamačským a Bukovským sedlem, vzdálenými od sebe asi 50 km, překonává pohoří pouze silnice č. 503 Pezinok – Pernek přes horské sedlo Baba (527 m).
Asi 15 km východně od Jablonického sedla prochází skrz pohoří silnice č. 499 Vrbové – Brezová, zde Malé Karpaty nabývají spíše charakteru hornatiny bez jasného hlavního hřebene. Ten se opět objevuje v nejsevernější části, kde je rozdělen hlubokým průlomovým údolím Jablonky, kudy prochází železnice Nové Mesto n.V. – Veselí nad Moravou.
Po dlouhém úpatí Malých Karpat pak vede na jihovýchodní straně silnice č. 502 Bratislava–Pezinok–Trstín–Vrbové a dále č. 504 do Nového Mesta, na severozápadní straně silnice č. 2 Bratislava–Stupava–Lozorno a odtud č. 501 přes Pernek, Rohožník, Plavecký Mikuláš a Jablonicu do Brezové pod Bradlom.
Železnice vede po malokarpatských úpatích jen částečně. Velmi frekventovaný je úsek Bratislava – Pezinok na hlavní trati do Trnavy. Naopak na záhorské lokální trati (Zohor –) Lozorno – Plavecký Mikuláš je pouze sezónní turistický provoz a na trati z Jablonice do Brezové pod Bradlom je osobní doprava od roku 2003 zastavená zcela.

### Hospodářské využití
Hlavním bohatstvím Malých Karpat jsou od nejstarších dob lesy. Dřevní hmota byla důležitou surovinou pro výrobní podniky roztroušené v podhůří.
Významnou složkou hospodářství bylo v minulosti také hornictví. V okolí Pezinku to bylo dolování zlata, které od 18. století postupně upadalo, a později antimonu. V oblasti obcí Borinka, Jablonové a Stupava se těžil mangan, u Marianky zase břidlice. Do současnosti je významným odvětvím zpracování vápence (cementárny v Rohožníku). Pro hospodářství je důležitý chemický podnik (výroba barviv) sídlící v Smolenicích.
Z hospodářského hlediska zvláštní význam mají jihovýchodní svahy Malých Karpat. Příznivé klimatické podmínky zde umožnily rozvoj vinařství. Vznikla zde nejrozsáhlejší a nejsouvislejší vinařská oblast na Slovensku. Pěstování révy a její zpracování proslavilo několik měst a obcí na podhůří (Limbach, Pezinok, Modra, Rača).

## Turismus a ochrana přírody

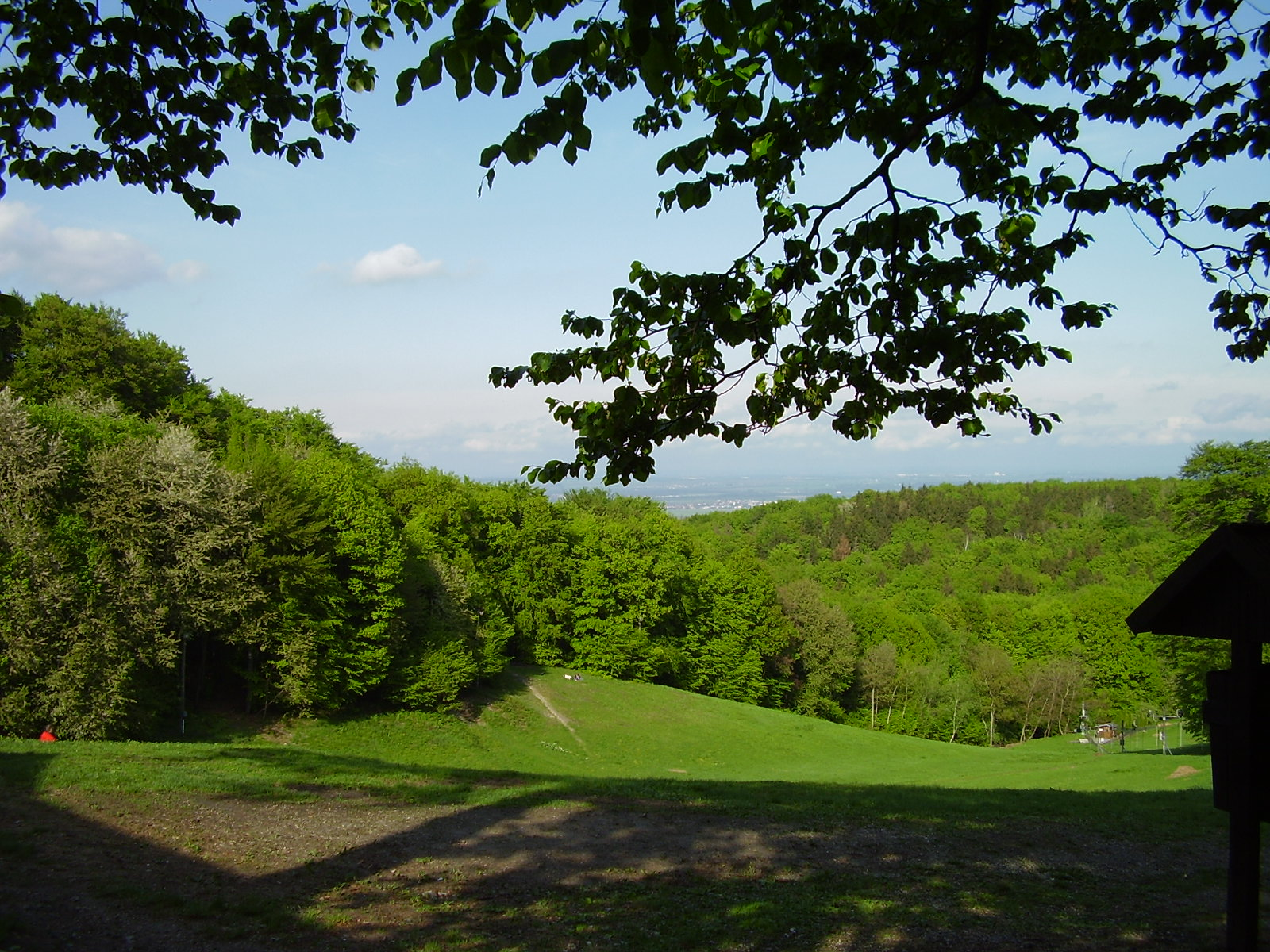
Přírodní zákoutí Kamzíku patří k oblíbeným výletním místům Bratislavanů

Malé Karpaty jsou významnou lokalitou z hlediska turismu; představují důležité turisticko-poznávací zázemí zejména pro obyvatele velkých měst. Prakticky celé horstvo je dostupné bohatou sítí dobře značených a udržovaných turistických stezek. Hlavním hřebenem pohoří se vine nejdůležitější červeně značená turistická magistrála - Cesta hrdinů SNP, která v úseku Devín - Mohyla Milana Rastislava Štefánika na Bradle nese označení Štefánikova magistrála. Atraktivitu území znásobuje řetězec hradů (Devínsky hrad, Pajštún, Ostrý Kámen, Korlátka, Dobrovodský hrad), v době největší slávy chránících důležitou česko-uherskou hranici. Svými ruinami tvoří neodmyslitelnou kulisu okolní krajiny. Neméně zajímavé jsou městečka a obce v podhůří se svými zachovalými historickými památkami.

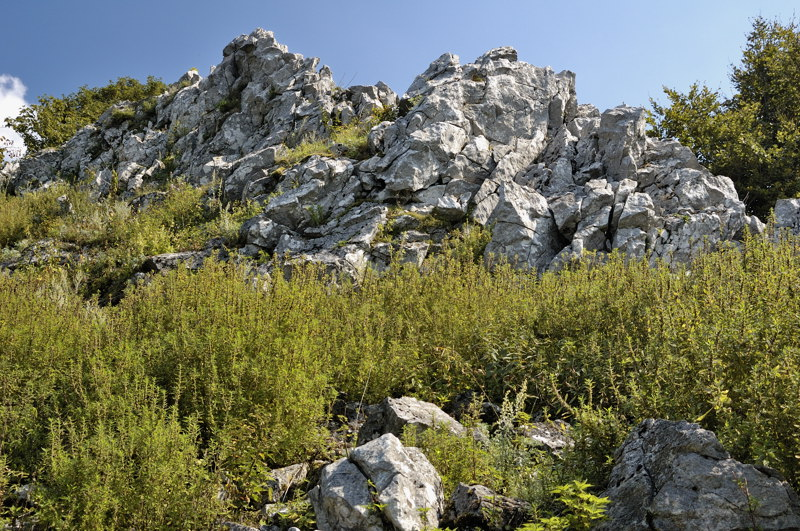
Pozoruhodným skalním útvarem jsou Taricové skály (620 m n. m.) nacházející se mezi vrcholem Vysoká (754 m n. m.) a sedlem Skalka (525 m n. m.). Své jméno dostali po rostlině tařice skalní (Alyssum saxatile)

Dominantní postavení v turistice Malých Karpat má pěší turistika. Turistické stezky zpřístupňují nejatraktivnější zákoutí pohoří; velmi oblíbené jsou vrcholové túry (např. na nejvyšší vrch Záruby, na Vysokou či Vápennou) a dálkové pochody. Velmi zajímavým az hlediska objevování přírodních krás poutavým je přechod hlavním hřebenem táhnoucím se od bratislavského Kamzíku (439 m n. m.) po obec Dobrá Voda. Velmi hojně jsou navštěvovány hlavní turistické atrakce pohoří - jeskyně Driny a hrad Červený Kameň.
Kromě pěší turistiky oblast Malých Karpat poskytuje i možnosti cykloturistiky, mototuristiky, lyžování (např. Pezinská Baba, Zochova chata) a zimní turistiky.
Pohoří Malých Karpat je esteticky působivou částí země západního Slovenska. Svým přírodovědecky hodnotným územím, význačnými přírodními útvary, vzácnými rostlinnými a živočišnými druhy a biologickými společenstvími představuje významný článek přírodoochranářského řetězce Slovenska. Současně je významným zdrojem turistického a rekreačního využití obyvatel. Díky těmto charakteristikám byla v roce 1976 na území pohoří vyhlášena Chráněná krajinná oblast Malé Karpaty. Podle vyhlášky z roku 2001 má rozlohu 64 610 ha. Správa CHKO sídlí v Modré. Součástí chráněné krajinné oblasti je několik přírodních rezervací, přírodních památek a jeden chráněný areál.